# Oficina de les Celebracions Litúrgiques del Summe Pontífex

L'Oficina de les Celebracions Litúrgiques del Summe Pontífex és un organisme de la Cúria Pontifícia, a càrrec d'un mestre (un prelat catòlic) editor de les misses i d'altres ritus presidits pel Papa, fent-se càrrec en particular de la vestimenta, de l'altar i "tot allò necessari per a les celebracions litúrgiques i altres celebracions sagrades, que són dutes a terme pel Summe Pontífex o en nom seu, i controlar-ne l'ús d'acord amb les prescripcions actuals de la litúrgia". És nomenat pel Papa durant cinc anys.
Les funcions del Mestre i de l'Oficina es regeixen per l'article 182 de la Constitució apostòlica Pastor Bonus del papa Joan Pau II.

## Llista dels Mestres de les Celebracions Litúrgiques
- Enrico Dante (1947 – 1965), a càrrec durant els papats de Pius XII, Joan XXIII i Pau VI
- Annibale Bugnini (1968 – 9 de gener de 1970), durant el papat de Pau VI
- Virgilio Noè (9 de gener de 1970 – 6 de març de 1982), durant el papat de Pau VI, Joan Pau I i Joan Pau II
- John Magee (1982 – 17 de febrer de 1987), durant el papat de Joan Pau II
- Piero Marini (17 de febrer de 1987 - 1 d'octubre de 2007), durant el papat de Joan Pau II i Benet XVI
- Guido Marini (1 d'octubre de 2007 - present), durant el papat de Benet XVI i Francesc

A més d'ajudar el Papa en les cerimònies, el Mestre de Cerimònies també ajuda els cardenals: durant els consistoris, la presa de possessió d'Esglésies Titulars, en les celebracions solemnes de la missa o altres oficis litúrgics importants. Des del moment en què un cardenal es crea en un consistori, el Mestre de les Celebracions Litúrgiques li assigna una única persona de l'Oficina de Mestres de Cerimònies. Durant el conclave, és qui pronuncia l'"extra omnes" quedant així a la Capella Sixtina només els cardenals electors.